# Стрељаштво на Летњим олимпијским играма 1896 — пиштољ брза паљба за мушкарце
Дисциплина пиштољ брза паљба била једна од 5 дисцилина у стрељаштву на Олимпијским играма 1896 у Атини. Американцима браћи Џону и Самнеру Пејну није дозвољен наступ јер нису имали дозвољени калибар пиштоља до 4,5 mm, а они су имали оружје већег калибра. Такмичење је одржано 11. априла. Учествовала су четири такмичара из три земље. Сваки стрелац је пуцао пет пута по шест метака у мету са удаљености од 25 метара.

## Земље учеснице
- Данска (1)
- Уједињено Краљевство (1)
- Грчка (2)

## Освајачи медаља
| Јоанис Франгудис Грчка | Јоргос Орфанидис Грчка | Холгер Нилсен Данска |

## Коначан пласман
| Место | Стрелац                           | Резултат     | Хитац        |
| ----- | --------------------------------- | ------------ | ------------ |
|       | Јоанис Франгудис Грчка            | 344          | 23           |
|       | Јоргос Орфанидис Грчка            | 249          | 20           |
|       | Холгер Нилсен Данска              | непознато    | непознато    |
| –     | Сидни Мерлин Уједињено Краљевство | није завршио | није завршио |